# Héldon Ramos
Héldon Augusto Almeida Ramos (Sal, 14 november 1988) is een Kaapverdisch voetballer die bij voorkeur als vleugelspeler speelt. Hij speelt sinds 2014 bij Sporting Clube de Portugal, dat hem in januari 2014 weghaalde bij CS Marítimo. In 2009 debuteerde hij in het Kaapverdisch voetbalelftal.

## Clubcarrière
Héldon debuteerde in 2007 voor Caniçal in de Segunda Divisão en verhuisde na één seizoen naar reeksgenoot CD Fátima, waarmee hij promotie afdwong naar de Segunda Liga. In augustus 2010 tekende hij bij CS Marítimo, dat in de Primeira Liga actief is. Op 26 november 2011 maakte hij zijn eerste doelpunt voor Marítimo in de Primeira Liga in de derby tegen CD Nacional. Op 31 januari 2014 werd hij voor anderhalf miljoen euro verkocht aan Sporting Clube de Portugal. Hij tekende een contract tot medio 2019 bij de hoofdstedelingen. Gedurende het seizoen 2015-2016 werd hij verhuurd aan Rio Ave FC

## Interlandcarrière
Héldon debuteerde in 2009 voor Kaapverdië. Op 3 september 2009 maakte hij zijn eerste interlanddoelpunt in een oefeninterland tegen Malta. Hij nam met Kaapverdië deel aan het Afrikaans kampioenschap voetbal 2013 in Zuid-Afrika en het kampioenschap in 2015 in Equatoriaal-Guinea.
1 Vozinha ·
2 J. Fortes ·
3 Varela ·
4 Semedo ·
5 Babanco ·
7 O. Fortes ·
8 Oliveira ·
9 Ricardo ·
10 Héldon ·
11 Rodrigues ·
12 Kevin ·
13 Platini ·
14 Gegé ·
15 Rocha ·
16 Cruz ·
17 Calú ·
18 Nivaldo ·
19 Tavares ·
20 Mendes ·
22 S. Fortes ·
23 Carlitos ·
Coach: Águas
1 Israel ·
2 Reis ·
3 St. Juste ·
5 Morita ·
6 Debast ·
8 Gonçalves ·
9 Gyökeres ·
10 Edwards ·
11 Santos ·
13 Kovačević ·
17 Trincão ·
19 Harder ·
20 Araújo ·
21 Catamo ·
22 Fresneda ·
23 Bragança ·
25 Inácio ·
26 Diomande ·
41 Callai ·
42 Hjulmand  ·
47 Esgaio ·
57 Quenda ·
72 Quaresma ·
Coach: Amorim